# Station Wykno
Station Wykno is een spoorwegstation in de Poolse plaats .